# Bulbostylis labillardierei
Bulbostylis labillardierei är en halvgräsart som först beskrevs av Ernst Gottlieb von Steudel, och fick sitt nu gällande namn av Alan Ackerman Beetle. Bulbostylis labillardierei ingår i släktet Bulbostylis och familjen halvgräs.
Artens utbredningsområde är Nya Kaledonien. Inga underarter finns listade i Catalogue of Life.